# Ben Mockford
Benjamin John Kenneth Mockford, detto Ben (Shoreham-by-Sea, 18 agosto 1989), è un cestista britannico.

## Carriera
Con la Gran Bretagna ha disputato due edizioni dei Campionati europei (2017, 2022).